# Carlos Federico Díaz-Alejandro
Carlos Federico Díaz-Alejandro (* 1937 in Havanna; † 17. Juli 1985 in New York City) war ein kubanisch-US-amerikanischer Ökonom.
Díaz-Alejandro erwarb 1957 an der Miami University im Bundesstaat Ohio einen Studienabschluss und 1961 am Massachusetts Institute of Technology (MIT) mit einer Arbeit über die Wirtschaft Argentiniens einen Ph.D. in Wirtschaftswissenschaften – unterstützt durch ein Stipendium des Economic Growth Center der Yale University, wo er 1961 eine erste Professur (Assistant Professor) antrat. 1965 erhielt Díaz-Alejandro eine Professur an der University of Minnesota. 1967 war er Guggenheim-Fellow.
1969 erhielt Díaz-Alejandro im Alter von 32 Jahren und als seinerzeit Jüngster eine Ordentliche Professur für Wirtschaftswissenschaften an der Yale University, die er bis 1984 innehatte. 1974 erhielt er die US-amerikanische Staatsbürgerschaft. Er war von 1976 bis 1979 Mitglied der Wirtschaftskommission für Lateinamerika und die Karibik der Vereinten Nationen. 1984 war er Mitglied der National Bipartisan Commission on Central America („Kissinger-Kommission“). Im selben Jahr wechselte er an die Columbia University. 1985 wurde Díaz-Alejandro zum Mitglied der American Academy of Arts and Sciences gewählt. Wenige Monate später starb er an einer opportunistischen Lungenentzündung infolge seiner AIDS-Erkrankung.
Carlos Díaz-Alejandro galt als Experte für die Ökonomien Lateinamerikas (insbesondere Argentinien und Kolumbien) und gleichzeitig als Fürsprecher der Menschenrechte in Lateinamerika und der Verbesserung der Beziehungen zwischen Kuba und den Vereinigten Staaten.
Die Latin American and Caribbean Economic Association (LACEA) vergibt seit 1998 einen Carlos Diaz-Alejandro Prize für einen Ökonomen mit wichtigen Beiträgen zur ökonomischen Analyse mit Bezug zu Lateinamerika. Die Association for the Study of the Cuban Economy (ASCE) führt die Carlos F. Díaz-Alejandro Lecture Series zu seinen Ehren durch.